# BBC Radio Shropshire
BBC Radio Shropshire – brytyjska stacja radiowa, należąca do publicznego nadawcy telewizyjnego BBC i pełniąca w jego sieci rolę stacji lokalnej dla hrabstwa Shropshire. Została uruchomiona 23 kwietnia 1985, obecnie jest dostępna w analogowym i cyfrowym przekazie naziemnym oraz w Internecie. 
Oprócz audycji własnych, produkowanych w ośrodku BBC w Shrewsbury, stacja emituje także programy siostrzanych stacji lokalnych z Leeds, Worcester i Birmingham, a także audycje ogólnokrajowego BBC Radio 5 Live. 